# Átila Iório
Átila Iório (Rio de Janeiro, 1921 – Rio de Janeiro, 10 dicembre 2002) è stato un attore brasiliano.

## Biografia
Di ascendenze italiane, è ricordato soprattutto per aver recitato da protagonista nella pellicola di Ruy Guerra I fucili, che venne premiata con l'Orso d'argento al Festival del cinema di Berlino. Nel 1985 fu nel cast del film britannico La foresta di smeraldo.
Prese parte ad alcune telenovelas, tra cui La schiava Isaura, dove impersonò il padre della protagonista.
Di salute cagionevole (era affetto da una grave forma d'asma e da bronchite cronica), fu costretto per diversi periodi all'inattività artistica. Morì nel 2002, per enfisema polmonare.

## Vita privata
Ebbe una figlia, Adelia, dal suo unico matrimonio, durato dal 1959 fino alla morte dell'attore.